# Clinotanypus brasiliensis
Clinotanypus brasiliensis är en tvåvingeart som beskrevs av Oliveira 1953. Clinotanypus brasiliensis ingår i släktet Clinotanypus och familjen fjädermyggor. Inga underarter finns listade i Catalogue of Life.